# Óannész

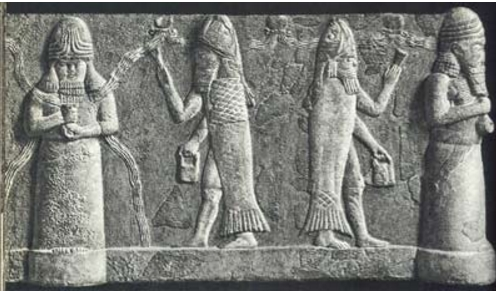
Óannész ábrázolása

Óannész (Ὡάννης, örményül: Հովհաննես, Hovhannesz)  mezopotámiai mitikus lény, félig ember és félig hal. Azonban nem a sellőkhöz hasonlóan emberi felsőtestű és hal alsótestű – bár így is sokszor ábrázolták –, hanem egy óriási hal, amelynek emberfej nőtt a halfeje alá és halfarka alatt lábai is voltak. Bérósszosz, a kháldeus származású görög író hagyományozta ránk történetét, mivel a Khaldaika című munkájában Óannésszel kezdi a történelmet. Béroszosz I. Antiokhosz Szótér idején élete feladatának tekintette, hogy összegyűjtse a Tigris és Eufrátesz környékének hagyományait. Bérószosz nevezi még Annedotosz és Müszarosz néven is, amelyek „taszító” és „undorító” jelentésűek.
A negyedik babiloni király, Ammenon idején tűnt fel a halember, aki az erüthreai tengerből (Έρυθρά θάλασσα) jött ki. Nem tudjuk, hogy ez a Vörös-tengert vagy a Perzsa-öblöt jelenti-e, mindenesetre a Perzsa-öböl valószínűbb. Nappal a szárazföldön tartózkodott, megtanította az embereket a tudományokra és művészetekre. Éjszakára visszament a vízbe. Óannész mítoszának eredetére több elképzelés van. Enki (Éa) istennel, az édesvizek istenével is azonos lehet, vagy Adapa története is szóba jöhet eredetként. Talán az Enki által teremtett Apkallu-szellemek egyike.
Az apkalluk azonban eredetileg bölcs emberek, akik heten voltak, és a hét görög bölcshöz hasonlóan a sok fennmaradt lista jó része más neveket tartalmaz. Legtöbbször azonban a listákban feltűnik U’an (u4-(D)an) vagy Adapa neve. Együtt általában nem, mivel mindkettő az U’anadapa (u4-(D)an-a-da-pà) rövidített változata. A név jelentése: „a fény az égben An (istennel) együtt ragyogó”. Míg az Adapa-eposzban az utóbbi, az Óannész-történetben az előbbi rövidítés maradt fenn. Ezt megerősíti, hogy a görög Abüdénosz is felsorolja a hét bölcset, és nála Óannész áll a listában. Ugyanez a név az akkád szövegekben Ummānum-adapa alakban szerepel. U’anadapa még Bérósszosz korát követően is ismert és népszerű maradt, i. e. 201-ben az uruki főtemplom építését Anu-uballit (görögül Kephalón) neki tulajdonította. A Phótiosznál és az örmény fordítású Euszebiosznál lévő névalakok (Ώαν, illetve Oann) szintén erre mutatnak.
A Bérósszosz-féle Óannész tehát egyértelműen a sumer U’anadapa története. Ugyanakkor a haltest az eridui halkultuszra utal, sőt a hellenisztikus korban az eridui Éát irodalmi művek írójaként is számon tartották, a bölcsességek, mesterségek tanítása viszont Enki mítoszai felé is mutat. A hellenisztikus korra bő három évezred mítoszfejlődése során az Óannész-történetben sok korábbi, eredetileg önálló – bár korábban is egymással összefüggő – elem keveredik egybe. Hagyományai hasonlóak Atargatiszhoz, akit szintén haltesttel (is) ábrázoltak. Szicíliai Diodórosznál Derketó (=Atargatisz) leányának, Szemiramisznak első férje, a szíriai helytartó viseli az Óannész nevet.

## Külső hivatkozások
- Oannes
- The Story of Oannes